# Глухово (Воскресенський район)
Глухово (рос. Глухово) — село в Воскресенському районі Нижньогородської області Російської Федерації.
Населення становить 317 осіб. Входить до складу муніципального утворення Глуховська сільрада.

## Історія
Від 2009 року входить до складу муніципального утворення Глуховська сільрада.

## Населення
| 1999 | 2002 | 2010 |
| ---- | ---- | ---- |
| 272  | ↗319 | ↘317 |